# Miroszów
Miroszów – wieś w Polsce, położona w województwie małopolskim, w powiecie miechowskim, w gminie Racławice.
W latach 1975–1998 miejscowość administracyjnie należała do województwa kieleckiego.
| SIMC    | Nazwa            | Rodzaj    |
| ------- | ---------------- | --------- |
| 0264265 | Dołki            | część wsi |
| 0264271 | Helenówka        | część wsi |
| 0264288 | Nowiny Mirowskie | część wsi |
| 0264294 | Stara Wieś       | część wsi |
| 0264302 | Zakupniki        | część wsi |